# Heteromysis tattersalli
Heteromysis tattersalli är en kräftdjursart som beskrevs av Nouvel 1942. Heteromysis tattersalli ingår i släktet Heteromysis och familjen Mysidae. Inga underarter finns listade i Catalogue of Life.